# 道の駅小谷

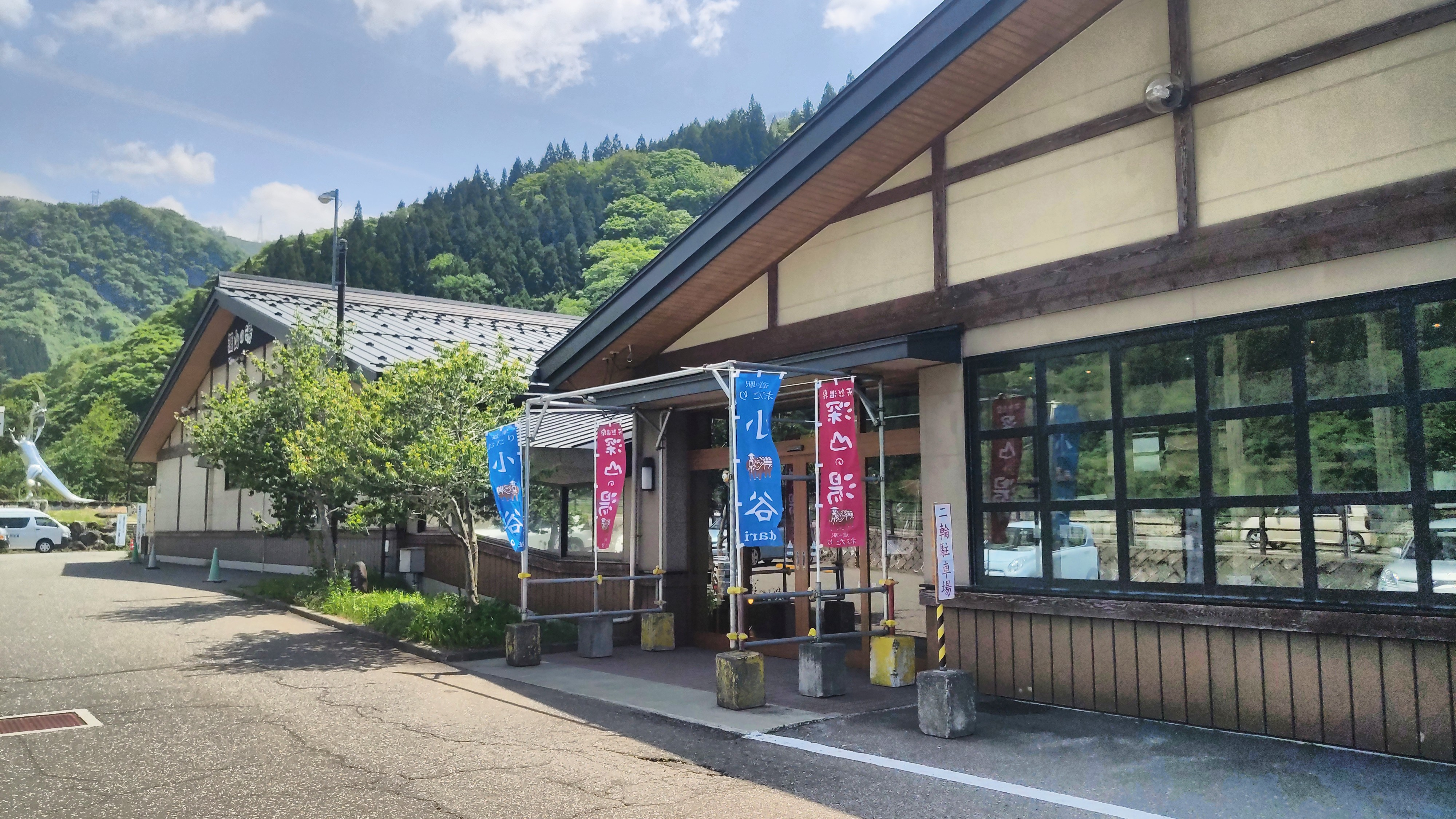
深山の湯

道の駅小谷（みちのえき おたり）は、長野県北安曇郡小谷村にある国道148号の道の駅である。
運営は株式会社道の駅おたり（所在地同じ、法人番号：2100001017667）。

## 施設
- 駐車場
  - 普通車：43台
  - 大型車：7台
  - 身障者用：4台
- トイレ （身障者用のみ24時間利用可能）
  - 男：大 2器、小 5器
  - 女：5器
  - 身障者用：1器
- 公衆電話
- 日帰り入浴施設（温泉）「深山の湯」（みやまのゆ）
  - 泉質：ナトリウム、炭酸水素塩、塩化物温泉（中性低張性高温泉、飲泉は不可）
  - 効能：神経痛、筋肉痛、慢性消化器病、疲労回復、関節痛ほか[3]
- 物産品直売所
- レストラン
- 小谷村図書館ブックポスト（本の返却ポスト）

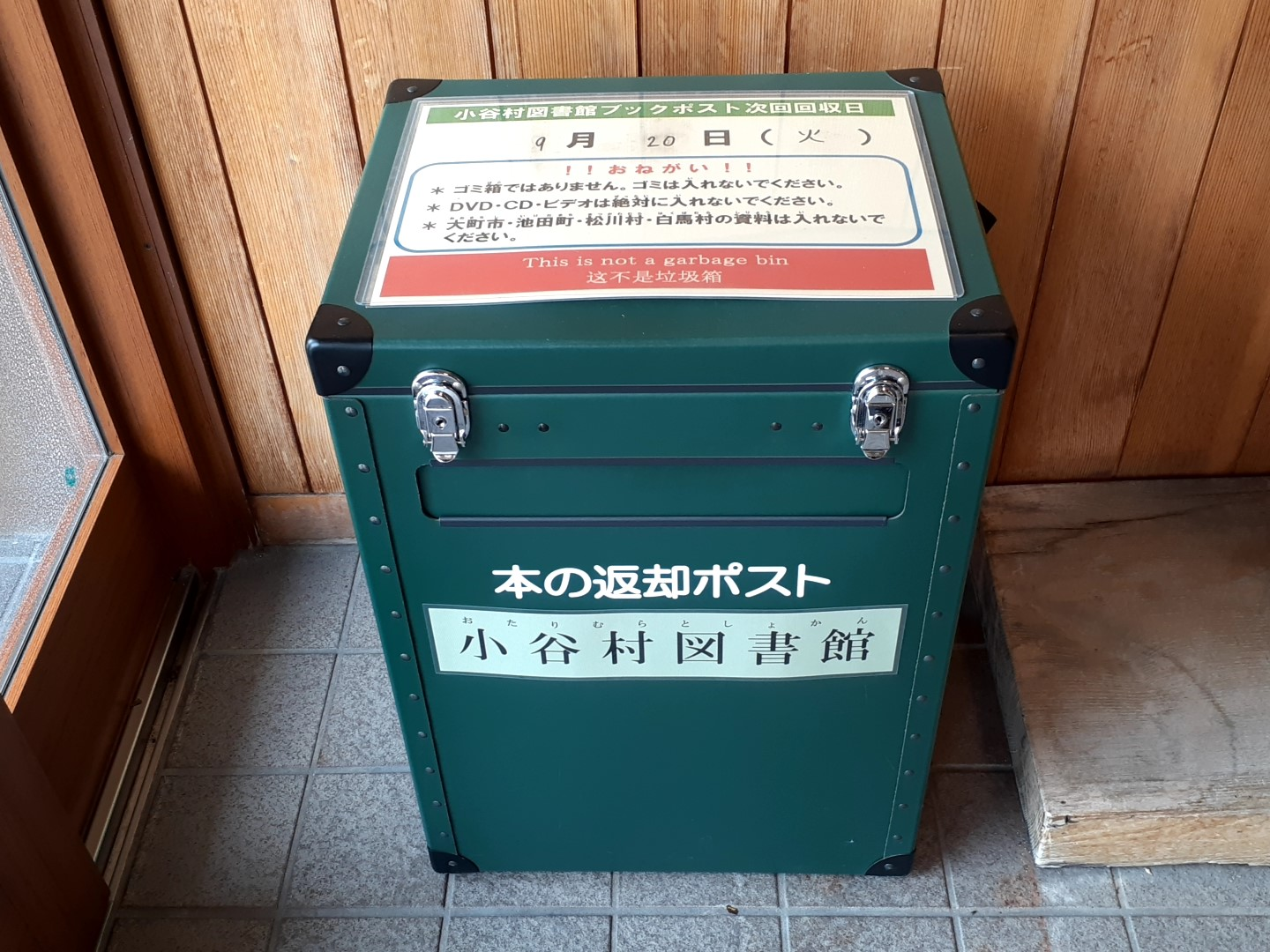
小谷村図書館ブックポスト

## 定休日
- 不定休

## アクセス
- 国道148号 - 登録路線
- JR大糸線 北小谷駅より徒歩約10分。
- 南小谷駅より小谷村営バス北小谷線で約20分、「下寺」または「北小谷小学校」下車。

## 周辺
- 姫川
- 北小谷駅
- 中部山岳国立公園